# برتا تاونزند
 برتا تاونزند (انگلیسی: Bertha Townsend؛ زاده ۷ مارس ۱۸۶۹ درگذشته ۱۲ مهٔ ۱۹۰۹) یک تنیس‌باز اهل ایالات متحده آمریکا بود.